# فرط ثيروكسين الدم
فرط ثيروكسين الدم (بالإنجليزية: Hyperthyroxinemia أو hyperthyroxinaemia)‏ هو مرض يصيب الغدة الدرقية ترتفع فيه هرمونات الغدة الدرقية (مثل الثيروكسين) أكثر من المتوقع.
قد يستخدم مصطلح فرط ثيروكسين الدم للتعبير عن فرط الدرقية، لكن فرط الدرقية مصطلح عام أكثر.

## الأنواع
من أنواع فرط ثيروكسين الدم:
- عسر الألبومين وفرط ثيروكسين الدم العائلي
- متلازمة مقاومة هرمون الدرقية
- فرط ثيروكسين الدم العائلي سوي الدرقية